# Бушнел (Јужна Дакота)
Бушнел (енгл. Bushnell) град је у америчкој савезној држави Јужна Дакота.

## Демографија
По попису из 2010. године број становника је 65, што је 10 (-13,3%) становника мање него 2000. године.
| Група             | 2000.      | 2010.      |
| Белци             | 62 (82,7%) | 59 (90,8%) |
| Афроамериканци    | 0 (0,0%)   | 0 (0,0%)   |
| Азијати           | 1 (1,3%)   | 0 (0,0%)   |
| Хиспаноамериканци | 1 (1,3%)   | 0 (0,0%)   |
| Укупно            | 75         | 65         |